# 尖山腳溪
尖山腳溪又名石碇溪，位於台灣北部，為一縣市管河川，幹流長度9.90公里，流域面積10.63平方公里，分佈於新北市貢寮區中部偏北地區。主流上游為文秀坑溪，發源於貢寮區美豐里南草山東側山谷，先向南南東流經雞母嶺、土地公嶺、雙板橋、外文秀坑後改稱石碇溪，續轉東迂迴流經丹裡、內寮、過溪仔、尖山腳、過港，最終於船澳漁港南側注入東海。
尖山腳溪河口北方約1公里處有澳底漁港，為北部濱海公路新北市、宜蘭市間的中途要站。